# Шотландський тер'єр
Шотландський тер'єр (scottish terrier) — порода собак, виведена в Шотландії.
Використовується для полювання на лисицю, борсука і багатьох норних тварин. У Шотландії існує безліч порід тер'єрів, але саме ця отримала назву шотландської завдяки капітану Г. Муррею і С. Ширлі, які працювали над вдосконаленням породи. Направлений розвиток ведеться з початку XIX століття. Стандарт був прийнятий у Великій Британії в 1883. Порода поширена майже в усьому світі.